# 西西里堡
西西里堡（義大利語：Castiglione di Sicilia）是意大利西西里大区卡塔尼亞廣域市的一个市镇。总面积120平方公里，人口3382人，人口密度28.2人/平方公里（2009年）。ISTAT代码为087014。